# Cursa de gossos en trineu als Jocs Olímpics d'hivern de 1932
Als Jocs Olímpics d'Hivern de 1932 celebrats a la ciutat de Lake Placid (Estats Units d'Amèrica) es disputà una cursa de gossos en trineu com a esport de demostració. La prova es disputà entre els dies 6 i 7 de febrer de 1932 a les instal·lacions de Lake Placid.
La prova es va desenvolupar sota les regles del "New England Sled Dog Club", realitzant-se dues curses de 25,1 milles (40,5 km) de llarg. Amb sis gossos per trineu, cada trineu va sortir a intervals de tres minuts, i els temps intermedis foren mesurats a les 4 milles (6,44 quilòmetres), 10.6 milles (17/06 km) i 22,46 milles (36,14 quilòmetres).

## Comitès participants
Participaren 13 competidors de 2 comitès nacionals diferents.
- Canadà (5)
- Estats Units (7)

## Resum de medalles
| Prova            | Or               | Argent           | Bronze         |
| Cursa de trineus | Emile St. Godard | Leonhard Seppala | Shorty Russick |

## Medaller
| Posició | País         | Or | Argent | Bronze | Total |
| 1       | Canadà       | 1  | 0      | 1      | 2     |
| 2       | Estats Units | 0  | 1      | 0      | 1     |
|         |              |    |        |        |       |
| Total   | Total        | 1  | 1      | 1      | 3     |

## Resultats
| Posició | muíxer            | Ronda #1  | Ronda #2  | Total     |
| ------- | ----------------- | --------- | --------- | --------- |
| 1       | Emile St. Godard  | 2:12:05.0 | 2:11:07.5 | 4:23:12.5 |
| 2       | Leonhard Seppala  | 2:13:34.3 | 2:17:27.5 | 4:31:01.8 |
| 3       | Shorty Russick    | 2:26:22.4 | 2:21:22.2 | 4:47:44.6 |
| 4       | Harry Wheeler     | 2:33:19.1 | 2:29:35.0 | 5:02:54.1 |
| 5       | Roger Haines      | 2:34:56.0 | 2:31:31.3 | 5:06:27.3 |
| 6       | Raymond Pouliot   | 2:53:14.3 | 2:52:21.5 | 5:45:35.8 |
| 7       | Jack Defalco      | 2:53:49.5 | 2:55:50.1 | 5:49:39.6 |
| 8       | Stuart Belknap    | 2:57:14.0 | 2:57:08.5 | 5:54:22.5 |
| 9       | Henry Murphy      | 2:42:49.4 | 3:15:24.1 | 5:58:13.5 |
| 10      | Dexter Sears      | 3:00:21.7 | 3:01:49.5 | 6:02:11.2 |
| 11      | Norman D. Vaughan | 3:24:10.0 | 3:49:46.0 | 7:13:56.0 |
| 12      | Milton Seeley     | 3:28:01.7 | 3:46:45.0 | 7:14:46.7 |